# Karyna Wierzbicka-Michalska
Karyna Wierzbicka-Michalska est une chercheuse en histoire du théâtre et éditrice polonaise née le 23 juin 1918 à Perm et morte le 24 août 2012 à Varsovie.

## Biographie

### Enfance et études
Son père est Witold Wierzbicki (pl), professeur.
Avant le début de la Seconde Guerre mondiale, elle termine ses études à la faculté des sciences humaines de l'université de Varsovie.

### Carrière
En 1948, elle soutient son doctorat. Dans les années 1953-1958, elle est chercheuse à l'Institut de recherche littéraire, puis, dans les années 1959-1988, au département d'histoire et de théorie du théâtre de l'Institut d'art de l'Académie polonaise des sciences, où, dans les années 1977-1981, elle dirige le laboratoire d'histoire du théâtre.
À partir de 1950, elle fait partie de la section des auteurs d'œuvres scientifiques de l'association d'auteurs ZAiKS (pl).
Elle est enterrée au cimetière de Powązki (parcelle 131-3-16-17).

## Récompenses et distinctions
En 1973, elle reçoit le titre académique de professeur distingué.